# مرکز ورزشی کولورای
مرکز ورزشی کولورای (به لاتین: Colovray Sports Centre) یک ورزشکاه فوتبال در سوئیس است که در کانتون وو واقع شده‌است.